# Une balle dans la tête (film canadien, 1990)
Cet article concerne le film canadien. Pour le film hongkongais, voir Une balle dans la tête (film hongkongais, 1990).
Pour les articles homonymes, voir Bullet in the Head et Une balle dans la tête.
Pour plus de détails, voir Fiche technique et Distribution.
Une balle dans la tête (anglais : A Bullet in the Head) est un drame de guerre canadien réalisé par Attila Bertalan (en) et sorti en 1990.
Le dialogue du film est entièrement parlé dans une langue imaginaire. Il s'agit du premier film non-francophone à avoir été sélectionné par le Canada pour la compétition de l'Oscar du meilleur film en langue étrangère, et l'un des quatre films de ce type avec Atanarjuat, Water et Chine, le piratage d'une télévision.
Le critique de cinéma Peter Cowie l'a qualifié de « conte de fées cauchemardesque sur l'absurdité et la futilité de la guerre ».

## Synopsis
Le film est centré sur un soldat, blessé à la guerre, qui lutte pour survivre après avoir été piégé derrière les lignes ennemies.

## Fiche technique
- Titre français : Une balle dans la tête[3],[4]
- Titre anglais : A Bullet in the Head
- Réalisation : Attila Bertalan (en)
- Scénario : Attila Bertalan
- Photographie : Michel Lamothe
- Montage : Attila Bertalan
- Musique : Janet Lumb
- Décors : Jonathan Sommer
- Production : Attila Bertalan, Claudio Castravelli
- Sociétés de production : Creon Productions
- Pays de production :  Canada
- Langues originales : Langue imaginaire
- Format : couleurs - Son stéréo
- Genre : drame de guerre
- Durée : 89 minutes
- Dates de sortie : 
  - Canada : 17 août 1990

## Distribution
- Kathy Horner : Sorcière
- Andrew Campbell : jeune soldat ennemi
- Jan Stychalsky : vieux soldat ennemi
- Victoria Sands : femme gitane
- Claude Forget : conducteur de chariot
- Rebecca Posner : Katya
- Susan Eyton-Jones : Venna